# KkStB 265 sorozat
A kkStB 265 sorozat egy mellékvonali szertartályosgőzmozdony-sorozat volt a cs. kir. osztrák Államvasutaknál (k.k. österreichische Staatsbahnen, kkStB), amely mozdonyok eredetileg a Böhmische Nordbahn-Gesellschaft-tól (BNB) származtak, ahol a VIb sorozatot képezték és a Böhmisch Leipa-Steinschönau HÉV-en teljesítettek szolgálatot.
Mindkét mozdonyt az Első Cseh- Morva Gépgyárban  építették 1907-ben Prágában. A BNB-nél a VIb sorozat 126, 127 pályaszámait kapták. A vasút 1909-es államosításakor a kkStB a 265 sorozatba osztotta be a mozdonyokat 01 és 02 pályaszámokkal.
A mozdonyok egész életútjuk alatt a törzsvasútjukon üzemeltek. A Csehszlovák Államvasutak (ČSD) 1924-ben a ČSD 312.7 sorozatba osztotta be őket. A Német Birodalmi Vasút (Deutsche Reichsbahn, DRB) a második világháború alatt a 90.3 sorozatszámon üzemeltette őket. A ČSD M 131.1 sorozat üzembeállításával a mozdonyokat 1949-ben selejtezték.

## Fordítás
- Ez a szócikk részben vagy egészben  a   kkStB 256 című német Wikipédia-szócikk fordításán alapul.  Az eredeti cikk szerkesztőit annak laptörténete sorolja fel. Ez a jelzés csupán a megfogalmazás eredetét és a szerzői jogokat jelzi, nem szolgál a cikkben szereplő információk forrásmegjelöléseként. Az eredeti szócikk forrásai szintén ott találhatóak.